# Strangeways, Here We Come
Strangeways, Here We Come er det fjerde studiealbum af det engelske rockband The Smiths. Albummet udkom i september 1987 på Rough Trade Records og blev det sidste inden bandets opløsning året efter.

## Sangene på albummet
1. «A Rush and a Push and the Land Is Ours»
2. «I Started Something I Couldn't Finish»
3. «Death of a Disco Dancer»
4. «Girlfriend in a Coma»
5. «Stop Me If You Think You've Heard This One Before»
6. «Last Night I Dreamt That Somebody Loved Me»
7. «Unhappy Birthday»
8. «Paint a Vulgar Picture»
9. «Death at One's Elbow»
10. «I Won't Share You»